# Bumetopia flavomarmorata
Bumetopia flavomarmorata är en skalbaggsart som beskrevs av Stefan von Breuning 1947. Bumetopia flavomarmorata ingår i släktet Bumetopia och familjen långhorningar.
Artens utbredningsområde är Filippinerna. Inga underarter finns listade.